# Pachymelos rufithorax
Pachymelos rufithorax är en stekelart som beskrevs av He och Chen 1987. Pachymelos rufithorax ingår i släktet Pachymelos och familjen brokparasitsteklar. Inga underarter finns listade i Catalogue of Life.